# Entandrophragma excelsum
Espèce
Synonymes
- Entandrophragma deiningeri Harms[2]
- Entandrophragma gillardini Ledoux[2]
- Entandrophragma speciosum Harms[2]
- Pseudocedrela excelsa Dawe & Sprague[2]

Entandrophragma excelsum est une espèce d'arbres de la famille des Méliacées qui se trouve à l'état naturel en Afrique centrale. Un de ses spécimens est connu pour être l'arbre le plus grand d'Afrique.

## Description
Il s'agit d'un arbre à feuilles caduques atteignant en général 30 à 60 mètres de hauteur. Son tronc est droit, cylindrique, et soutenu jusqu'à une hauteur de 4 m, pour un diamètre de 2,5 m au-dessus des contreforts. Il a une large couronne et de grandes branches.

## Distribution et habitat
Entandrophragma excelsum se rencontre dans l'Est de l'Afrique tropicale, principalement en forêt pluviale et en forêt riveraine entre 925 et 2 220 m d'altitude. Il se présente rarement comme presque la seule espèce d'arbres d'une forêt.

## Record
Cette espèce détient le record du plus haut arbre d'Afrique. Le spécimen en question se trouve en Tanzanie sur les flancs du Kilimandjaro et mesure 81,5 m de haut. Son âge est estimé à plus de 600 ans. Les arbres africains n'atteignent généralement pas de telles tailles à cause du manque de ressources. Cet arbre et les spécimens qui l'entourent ont bénéficié d'un sol volcanique riche en nutriments ainsi que de températures et précipitations élevées tout en se situant dans une vallée difficile d'accès pour les activités humaines,.

## Utilisations
Entandrophragma excelsum est utilisé comme source d'ombre dans les plantations de café. Sa rareté et les risques de déformation à l'humidité à cause de sa légèreté en font un bois peu prisé pour la construction .

## Taxonomie
Entandrophragma excelsum a été décrite par (Dawe & Sprague) Sprague et publié dans le Bulletin of Miscellaneous Information Kew (es) 1910: 180 en 1910.
Synonymes
- Pseudocedrela excelsa (Dawe & Sprague, 1906)
- Entandrophragma stolzii (Harms, 1917)
- Entandrophragma gillardinii (Ledoux)
- Entandrophragma deiningeri (Harms, 1917)
- Entandrophragma speciosum (Harms)[8]